# Traverella versicolor
Traverella versicolor är en dagsländeart som först beskrevs av Eaton 1892.  Traverella versicolor ingår i släktet Traverella och familjen starrdagsländor. Inga underarter finns listade i Catalogue of Life.